# Ad Noctum Dynasty of Death
Ad Noctum Dynasty of Death – trzecia płyta norweskiego zespołu blackmetalowego Limbonic Art. Wydana w 1999 roku.

## Lista utworów
1. "The Dark Paranormal Calling" – 6:47
2. "As the Bell of Immolation Calls" – 9:47
3. "Pits of the Cold Beyond" – 5:41
4. "Dynasty of Death" – 9:33
5. "Behind the Darkened Walls of Sleep" – 11:26[3]
6. "The Supreme Sacrifice" – 8:40
7. "In Embers of Infernal Greed" – 6:21
8. "Enthralled by the Shrine of Silence" – 6:21[3]
9. "The Yawning Abyss of Madness" – 11:17

## Twórcy
- Vidar "Daemon" Jensen – śpiew, gitara
- Krister "Morpheus" Dreyer – śpiew, gitara, instrumenty klawiszowe
- Per Eriksen – gong
- Peter Lundell – producent, miks